# Skollevollstenen
Skollevollstenen (signum N 213) är en runsten med yngre runor från omkring år 1000, funnen på Lista i Farsunds kommun i södra Norge. Den beskrevs först på 1630-talet och förvaras sedan 1865 vid Universitetet i Oslo.

## Inskrift
Stenens inskrift ger viktiga språkliga upplysningar.
Translitterering av runraden:
ranuauk : raisti : stain : aftir : akmunt hrabisun : uar sin : skokr : b[arþi]
Normalisering till fornvästnordiska:
ʀannveig reisti stein eptir Ôgmund Hreppisson, ver sinn. Skógr barði.
Översättning till nusvenska:
Rannveig reste sten efter Ogmund Hreppeson, sin man. Skog högg (runorna).